# 江口榛一
江口 榛一（えぐち しんいち、1914年〈大正3年〉3月24日 - 1979年〈昭和54年〉4月18日）は、日本の詩人、社会運動家。

## 経歴
大分県中津市耶馬溪町山移に生まれる。本名は江口新一。1937年（昭和12年）明治大学文芸科を卒業。大学卒業後は満州で新聞記者を務める。
戦後、日本に復員後は赤坂書店で働きながら詩作を行う。一時期共産党に加入。
1949年（昭和24年）に「未練」（『文藝時代』1949年3月号）が第21回芥川龍之介賞予選候補、1954年（昭和29年）に「近所合壁」（『新潮』1954年5月号）が第31回芥川龍之介賞候補となる。
1955年（昭和30年）に受洗。翌年の1956年（昭和31年）、地の塩の箱運動を起こし、機関誌『地の塩の箱』を発行する。資金難などを苦に1979年（昭和54年）に自殺した。

## 人物
三里塚芝山連合空港反対同盟代表の戸村一作の弟と親交があり、成田空港問題での流血の事態に心を痛めていた江口は、友納武人千葉県知事と戸村代表の間を取り持ち、1967年（昭和42年）11月27日に両者の会談を実現する。このとき江口は「ベトナム平和・沖縄の即時返還・成田空港の円満解決・地の塩運動」を掲げて断食を行っており、その激励に戸村が上京する機会を利用してのものだった。

## 著書
- 『三寒集』 1940年
- 『あかつきの星』 広島図書〈銀の鈴文庫〉 1950年
- 『しっぽのゆくえ』 ローマ字教育會 1951年
- 『背徳者 悩める魂の告白』 実業之日本社 1957年
- 『詩集 荒野への招待』 昭森社 1959年
- 『地の塩の箱』 くろしお出版 1959年
- 『歌集 故山雪』 世界文庫 1960年
- 『幸福論ノート』 新潮社 1970年
- 『地の塩の箱 : ある幸福論』 新潮社 1974年
- 『江口榛一著作集』 全4巻 江口木綿子編 武蔵野書房 1992年5月

## 関連文献
- 吉田時善『地の塩の人 : 江口榛一私抄』 新潮社 1982年
- 江口木綿子『父と私』 柿の葉会 1985年
- 森田進「江口榛一管見 : 詩集『荒野への招待』が放つもの」 『研究紀要 : 恵泉女学園短期大学英文科』 1997年